# 塞勒姆鎮區 (明尼蘇達州卡斯縣)
塞勒姆鎮區（英語：Salem Township）是一個位於美國明尼蘇達州卡斯縣的行政鎮區。

## 人口
根據2020年美國人口普查的數據，塞勒姆鎮區的面積為94.20平方千米，當中陸地面積為90.90平方千米，而水域面積為3.30平方千米。當地共有人口115人，而人口密度為每平方千米1人。